# Gränsfolken
Gränsfolken är en svensk stumfilm från 1913 i regi av Mauritz Stiller. 

## Om filmen
Filmen spelades in vid Svenska Biografteaterns ateljé samt dess omgivningar på Lidingö, med exteriörscener från Visby med omgivningar. För foto svarade Julius Jaenzon och Hugo Edlund. Filmen premiärvisades 21 november 1913 på Verdensspeilet i Kristiania, Norge. Sverigepremiären hölls på biograf Metropol i Malmö den 20 december 1913 och Stockholmspremiären 9 februari 1914 på Röda Kvarn i Auditorium vid Norra Bantorget.
Filmen baseras på Émile Zolas roman La débâcle utgiven 1892 som den nittonde och näst sista delen i hans stora romansvit Les Rougon-Macquart. Romanen kom i svensk översättning I grus och spillror 1899. 
Filmen var en av Svenska Bios största dåtida internationella framgångar och den exporterades till Norge, Danmark, England, Irland, Finland, Belgien, Frankrike, Italien, Österrike, Grekland, Albanien, Montenegro, Turkiet, Sydafrika, Australien, Nya Zeeland, Japan, Kanada och USA. I Finland förbjöds dess offentliga förevisande av filmcensuren den 21 november 1914. 
Filmen ansågs länge vara förlorad men 2009 återfanns en tintad nitratkopia av den i en kyrka i sydvästra Polen. Kopian hade hamnat där efter att en polsk präst som samlade på film hade han bytt till sig den av en tjeckisk präst någon gång på 1940-talet.

## Rollista
- Egil Eide – Ivan
- Richard Lund – Gregori, hans yngre bror
- John Ekman – Alexei Potowski, deras far
- Jenny Tschernichin-Larsson – Ivans och Gregoris mor
- Lilly Jacobsson – Ivans och Gregoris syster
- Carl Borin – Sumi, bonde
- Stina Berg – Sumis hustru
- Edith Erastoff – Katjuscha, Sumis dotter
- Nils Elffors – dräng hos Sumi
- Georg Grönroos – anställd hos Potowski
- Sven Quick – underofficer vid begravningen
- Anders Henrikson – sjukvårdssoldat vid begravningen
- Agda Björkman
- Olof Ås
- Justus Hagman
- Carl "Texas" Johannesson